# Polygala subglobosa
Polygala subglobosa är en jungfrulinsväxtart som beskrevs av J.A.R. Paiva. Polygala subglobosa ingår i släktet jungfrulinssläktet, och familjen jungfrulinsväxter. Inga underarter finns listade i Catalogue of Life.